# L'allegria
L’Allegria è una raccolta di poesie di Giuseppe Ungaretti pubblicata nel 1916 con il titolo Il porto sepolto, nel 1919 con il titolo Allegria di naufragi e in seguito, con il suo titolo finale L’Allegria, nel 1931. Vi sarà una successiva edizione dell'opera nel 1936; l'edizione definitiva, dopo ulteriori rimaneggiamenti, è del 1942.
La maggior parte dei testi poetici, scritti tra il 1914 e il 1919, esprime soprattutto i sentimenti nati dall'esperienza della prima guerra mondiale, come dolore ma anche come scoperta dei valori più autentici di fratellanza ed umanità.
Il titolo porta all'idea di un'esultanza che si presenta nei momenti più terribili del conflitto contro la morte ma che incitano il poeta a continuare il viaggio con maggiore ottimismo.

## L'opera
Le poesie contenute nella raccolta erano già comparse in precedenti pubblicazioni, fra cui Il Porto Sepolto del 1916. 
La raccolta si divide in cinque sezioni, ognuna dedicata a periodi differenti, prima, durante e dopo la guerra:
1. Ultime, Milano 1914-1915;
2. Il Porto Sepolto, dal dicembre 1915 all'ottobre 1916;
3. Naufragi, dal dicembre 1916 ad agosto 1917, include la famosa poesia Mattina;
4. Girovago, da marzo a luglio 1918, comprende la altrettanto celebre Soldati;
5. Prime, Parigi-Milano 1919[3].

Ne I fiumi, scritta a Cotici il 16 agosto 1916, Ungaretti rievoca, con i propri ricordi personali, i fiumi rappresentativi della sua vita, ossia l'Isonzo, la guerra; il Serchio, la famiglia d'origine; il Nilo, luogo natale; la Senna, luogo dell'autocoscienza adulta. Attraverso i fiumi il poeta ripercorre le tappe più importanti della sua esistenza, riconoscendosi «una docile fibra / dell'universo». 
Pellegrinaggio esprime invece la capacità di trovare la forza interiore per salvarsi dalle macerie della guerra. In essa egli formula la nota definizione di sé: «Ungaretti / uomo di pena / ti basta un'illusione / per farti coraggio».
La poesia più celebre della raccolta è Mattina (M'illumino / d'immenso), scritta a Santa Maria la Longa il 26 gennaio 1917. Composta di quattro parole, è la poesia più breve di Ungaretti, nella quale l'idea di infinita grandezza è resa sinteticamente dal poeta con una immagine che (con le parole di Romano Luperini) «colpisce nella forma della luce»[.
Soldati (bosco di Courton, luglio 1918) esprime la precarietà della vita dei soldati come quella delle foglie in autunno: con un filo di vento esse possono staccarsi e scomparire, così come può spezzarsi all'improvviso l'esistenza degli uomini e, in particolare, quella dei soldati al fronte.

## Stile
Leone Piccioni ha osservato come la metrica dell'opera sia
rivoluzionando una tradizione poetica che ancora si rifaceva, in gran parte, a Pascoli e D'Annunzio, sebbene già fossero attivi i poeti modernisti, come Guido Gozzano, e futuristi, come Filippo Tommaso Marinetti.

## Adattamenti
- Carlo Deri: Due liriche di Ungaretti per canto e pianoforte – I Natale [da L'allegria]; II La madre [da Sentimento del tempo] – (1981; revisione 2003); prima esecuzione: Pisa, Teatro Verdi, 2006; prima esecuzione in forma sinfonica: Lucca, Santa Maria dei Servi, 2009[11]